# Bacurau-de-rabo-maculado
Noitibó-de-cauda-pintada ou bacurau-de-rabo-maculado (Hydropsalis maculicaudus) é uma espécie campestre de bacurau que habita do México à Bolívia, bem como todo o Brasil. Tais aves chegam a medir até 19,5 cm de comprimento, com retrizes laterais com quatro ocelos, as pontas brancas e asas sem manchas brancas. Também são conhecidas pelo nome de bacurau-pituí.